# Isole Sverdrup
Le isole Sverdrup sono un arcipelago composto dalle più settentrionali tra le isole Regina Elisabetta, nel territorio di Nunavut, in Canada.

## Geografia
Le isole sono situate nell'oceano artico, ad ovest dell'isola di Ellesmere tra i 77° e gli 81° nord e gli 85° e 106° ovest.
Le più grandi del gruppo sono l'isola di Axel Heiberg, l'isola di Ellef Ringnes, l'isola Amund Ringnes l'isola Cornwall, l'isola Graham, l'isola Meighen, l'isola King Christian e l'isola Stor.
L'unico posto abitato è attualmente la stazione di ricerca artica McGill (che è occupata solamente durante l'estate), mentre un tempo vi era anche Isachsen, una stazione meteorologica che fu operativa tra il 1948 ed il 1978.

### Isole principali
| Island         | Punto più elevato       | Altitudine (m) | Area (km²) | Classifica (Canada) | Classifica (mondiale) |
| -------------- | ----------------------- | -------------- | ---------- | ------------------- | --------------------- |
| Axel Heiberg   | Outlook Peak            | 2,211          | 43,178     | 7                   | 32                    |
| Ellef Ringnes  | ...                     | 260            | 11,295     | 16                  | 69                    |
| Amund Ringnes  | ...                     | 265            | 5,255      | 25                  | 111                   |
| Meighen        | ...                     | 300            | 955        | 50                  | 337                   |
| King Christian | King Christian Mountain | 165            | 645        | 60                  | 420                   |
| Stor           | ...                     | 500            | 313        | 87                  | ...                   |
| Sverdrup       | Outlook Peak            | 2,211          | 66,000     | -                   | -                     |

## Storia
Le isole devono il loro nome all'esploratore norvegese Otto Sverdrup, che le scoprì e ne tracciò una cartografia tra il 1898 ed il 1902 recandovisi a bordo della nave Fram, sebbene alcune di esse fossero già abitate in precedenza da popolazioni Inuit. Sverdrup rivendicò le isole come norvegesi, ma il governo norvegese non se ne interessò fino al 1928, quando vide in esse la possibilità di utilizzarle come moneta di scambio nelle negoziazioni con il Regno Unito per il dominio su altre due isole: l'artica Jan Mayen e l'antartica isola Bouvet.
L'11 novembre 1930, la Norvegia riconobbe la sovranità canadese sulle isole Sverdrup.